# Nyvallstjärnen
Nyvallstjärnen är en sjö i Ljusdals kommun i Hälsingland och ingår i Ljusnans huvudavrinningsområde. Sjön har en area på 0,116 kvadratkilometer och ligger 378,1 meter över havet.

## Delavrinningsområde
Nyvallstjärnen ingår i det delavrinningsområde (684119-150531) som SMHI kallar för Inloppet i Lillsjön. Medelhöjden är 324 meter över havet och ytan är 28,5 kvadratkilometer. Det finns inga avrinningsområden uppströms utan avrinningsområdet är högsta punkten. Vattendraget som avvattnar avrinningsområdet har biflödesordning 4, vilket innebär att vattnet flödar genom totalt 4 vattendrag innan det når havet efter 148 kilometer. Avrinningsområdet består mestadels av skog (90 procent). Avrinningsområdet har 0,89 kvadratkilometer vattenytor vilket ger det en sjöprocent på 3,1 procent.